# Rolland-Pilain

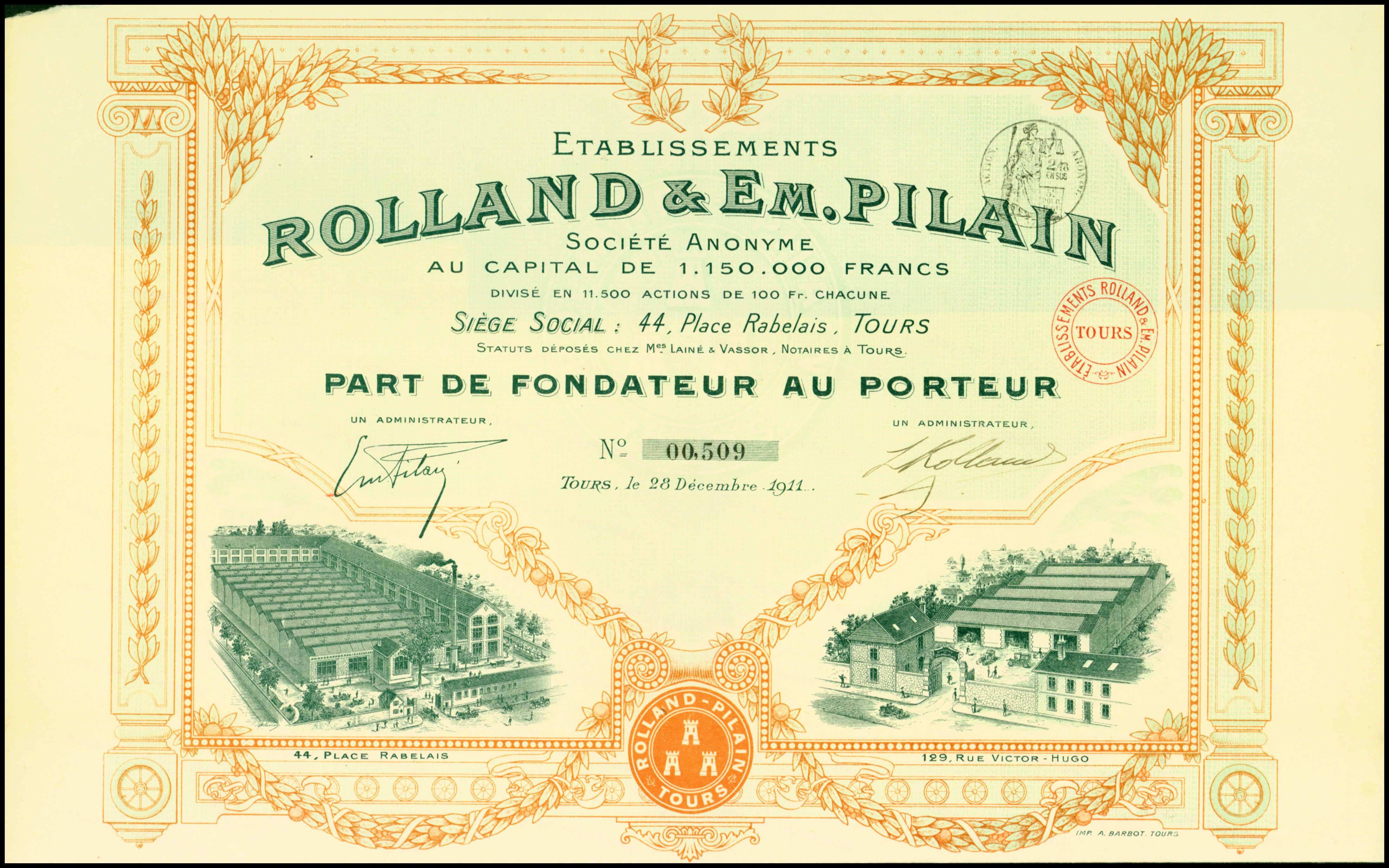
Part de Fondateur der Etabl. Rolland & Em. Pilain S.A. vom 28. Dezember 1911

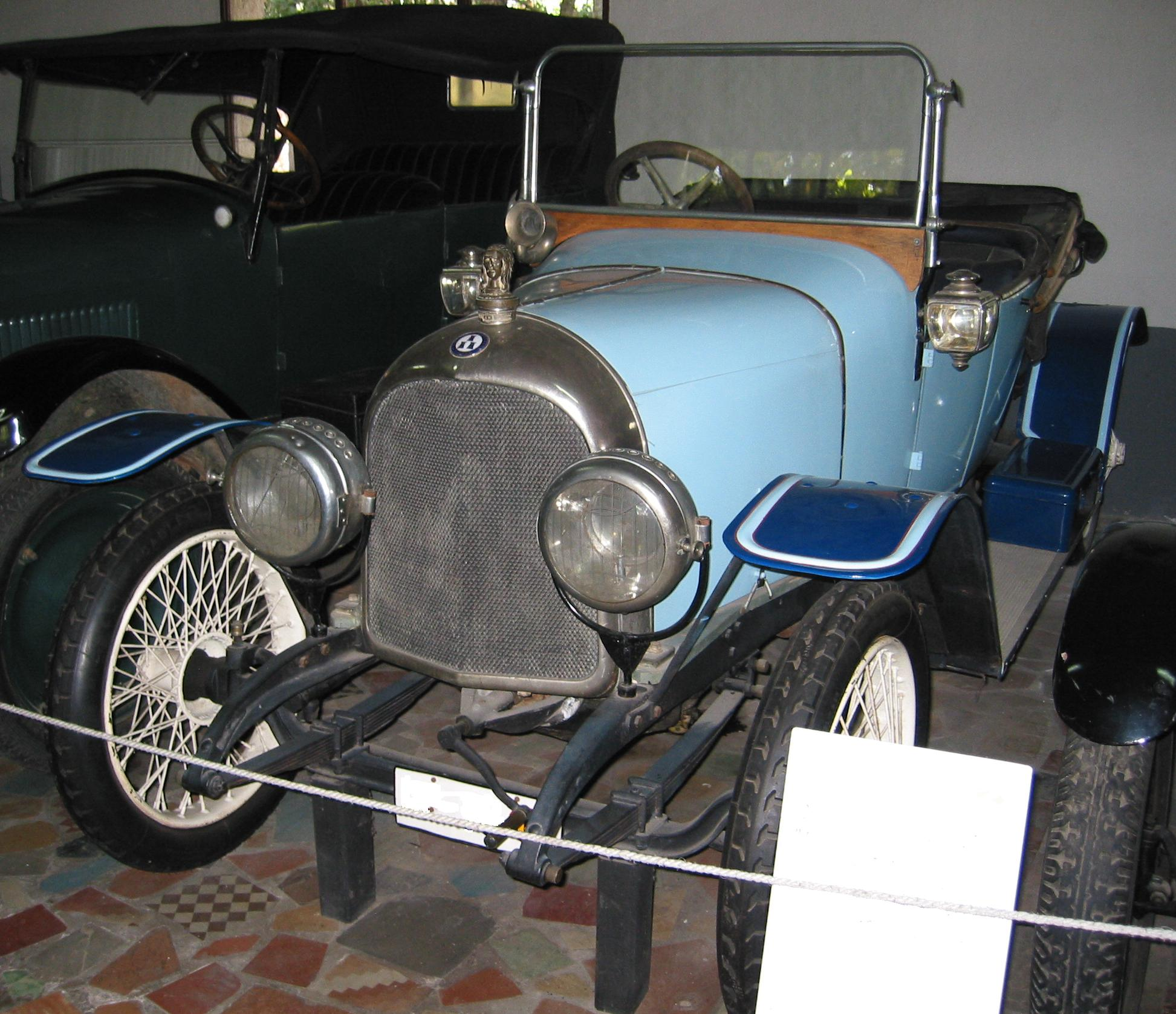
Rolland-Pilain von 1914

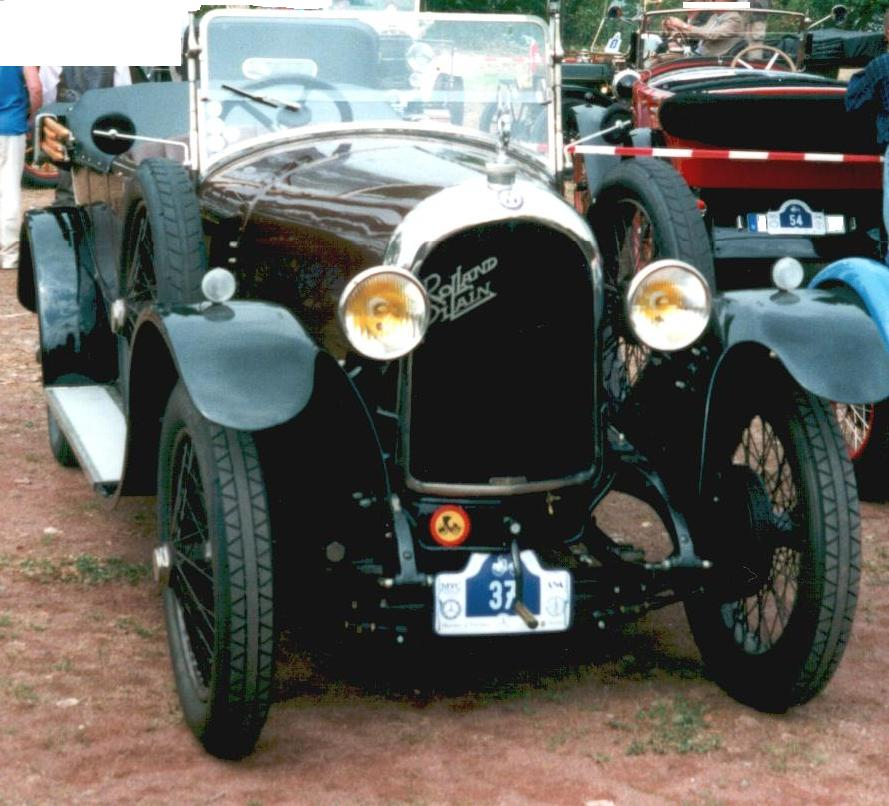
Rolland-Pilain von 1923

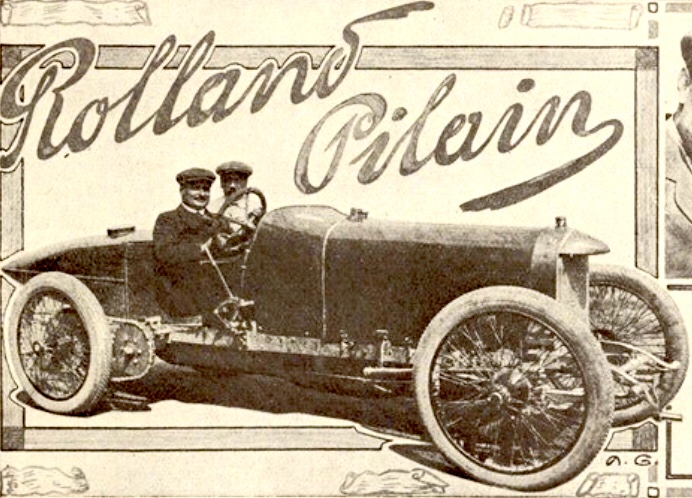
Rolland-Pilain Rennwagen von 1912

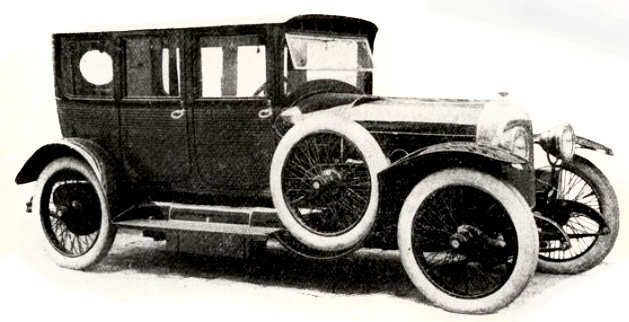
Rolland-Pilain CR 18 CV von 1919

Die SA des Établissements Rolland-Pilain war ein französischer Hersteller von Automobilen.

## Unternehmensgeschichte
François Rolland (1859–1927) war ein vermögender Weinhändler. Émile Pilain (1880–1958) war Techniker und der Neffe von François Pilain, der Automobiles Pilain leitete. Gemeinsam gründeten sie im November 1905 das Unternehmen in Tours. 1906 oder 1907 begann die Produktion von Automobilen. Der Markenname lautete Rolland-Pilain.
Das Unternehmen finanzierte die Mission Tranin-Duverne, die von Edmond Tranin und Gustave Duverne von 1924 bis 1925 mit einem Rolland-Pilain 10 CV durchgeführte erste West-Ost-Durchquerung Afrikas vom Atlantik zum Roten Meer mit Kraftfahrzeugen.
In Tours hatte die Firma einen gewissen regionalen Markt, für den sich Fließbandfertigung allerdings nicht lohnte, und der Kundenstamm, der bereit war, aus lokalpatriotischen Gründen etwas mehr Geld für ein "kleines, aber feines" Produkt hinzulegen, schwand mit der Erkenntnis, dass auch massengefertigte Automobile nicht schlechter waren als handwerklich gebaute. Im Juni 1927 musste Rolland-Pilain das Firmengelände in Tours verkaufen und zog nach Paris (Levallois-Perret). Dadurch verlor die Firma ihren lokalen Markt und musste in Paris gegen die großen Firmen Citroen, Renault und Peugeot antreten, die dort längst eine feste Klientel hatten, und eine bislang nicht besetzte Nische finden. Infolgedessen ging es der Firma offenbar schlecht: 1928 begann ein Konkursverfahren, das 1929 in einem Vergleich endete. Nachdem man sich zunächst im Kleinwagengeschäft versuchte, glaubte man die Nische in der Fertigung von Ober- und Luxusklasse-Autos gefunden zu haben. Dann kam indessen Ende 1929 die Weltwirtschaftskrise: An Luxuswagen hatte niemand mehr Interesse, worauf die Firma (die sich wohl 1929 etwas erholte) 1932 endgültig die Tore schloss.

## Fahrzeuge

### Bis 1918
- Das erste Modell 20 CV hatte einen Vierzylindermotor mit 2200 cm³ Hubraum.
- 1909 folgte das Modell 8/10 CV mit 1500 cm³ Hubraum.
- 1912 erschien das Modell 9 CV mit 1700 cm³ Hubraum.
- 1912 erschienen die beiden Rennwagen mit 6272 cm³ Hubraum.[6]
- 1913 standen die Vierzylindermodelle 20 CV und 24 CV sowie das neue Sechszylindermodell 18 CV mit ventillosem Motor im Angebot.
- 1914 erschienen zwei Vierzylindermodelle mit ventillosen Motoren:

RP2 12CV : 4 Zylinder, Bohrung × Hub 70 × 125 mm, 1924 cm³ Hubraum.
CR 25CV : 4 Zylinder, Bohrung × Hub 90 × 140 mm, 3563 cm³ Hubraum.
Für das Jahr 1913 wird für Rolland-Pilain die Jahresproduktion an Automobilen auf etwa 150 Stück geschätzt.

### Ab 1919
Das Fahrzeugprogramm von Rolland-Pilain nach dem Ersten Weltkrieg bestand vor allem aus Mittelklassewagen mir etwa zwei Litern Hubraum. Daneben gab es (mit Unterbrechungen) Wagen der Oberklasse und von 1927 bis 1930 Kleinwagen.
Mittelklassewagen:
- RP 10CV: Es war im Prinzip der aus dem Jahr 1914 bereits bekannte RP2 12CV, der aufgrund neuer steuerlicher Berechnungen nur noch mit 10 Steuer-PS bemessen wurde: Schiebermotor mit 4 Zylindern, Bohrung × Hub 70 × 125 mm, 1924 cm³ Hubraum, Radstand 2,82 m. Spurweite 1270 mm. Das Chassis – ohne Reifen, aber mit Beleuchtung – wurde 1919 für 13.500 Französische Franc angeboten[8]. Der Radstand wurde 1922 um 3 cm verlängert, das Chassis kostete jetzt 17.800 Franc[9]. 1924 stieg der Radstand auf 3,00 m und der Preis (inflationsbedingt) auf 34.000 Franc[10].
- RP24 10CV: Vorgestellt beim Pariser Salon im Oktober 1924 als Nachfolger des RP 10CV, gebaut bis 1928. Statt des Schiebermotors jetzt Seitenventile, sonst von den Maßen her gleicher Vierzylindermotor mit 1924 cm³ Hubraum, Radstand 3,00 m. Preis für das Chassis ohne Reifen 24.000 Franc. Ein Wagen dieses Typs machte Schlagzeilen, als ihm als erstes Radfahrzeug eine West-Ost-Durchquerung Afrikas (Dakar-Dschibuti) gelang (Dauer vom 3. Dezember 1924 bis zum 20. Februar 1925)[11]. 1927 wurde der Radstand um 2 cm reduziert, mit viersitziger Torpedokarosserie kostete das Auto jetzt 35.510 Franc[12].
- B25 (10/12CV): Vorgestellt beim Pariser Salon im Oktober 1924. Er hatte den gleichen 1924-cm³-Motor wie der RP24, indessen die Ventile im Zylinderkopf eingebaut, Radstand 3,04 m[13]. Er wurde bis 1927/28 gebaut.
- R 12CV: Vorgestellt zum Pariser Salon im Oktober 1921, Produktionsende 1923. Vierzylindermotor, Bohrung × Hub 74 × 130 mm, 2236 cm³ Hubraum, Radstand 3,05 m[14]. Zum Salon 1922 stieg der Radstand auf 3,15 m, der Preis betrug 22.000 Franc[15].
- B22 Sport 12CV: Vierzylindermotor, Ventile im Zylinderkopf, Bohrung × Hub 75 × 130 mm, 2297 cm³ Hubraum, Radstand 3,15 m, Preis des Chassis 24.500 Franc[16]. Vorgestellt zum Pariser Salon Herbst 1922, wurde der Typ bis 1924 gebaut.
- C23 (11CV), "2 litres": Nachfolger des R 12CV, vorgestellt zum Salon im Oktober 1923. Das Fahrzeug erhielt einen neuen Motor mit Ventilen im Zylinderkopf, Bohrung × Hub 73 × 120 mm, 2008 cm³ Hubraum[17]. Der Radstand betrug 3,20 m, der Preis lag inflationsbedingt bei 34.000 Franc für das nackte Chassis und 45.000 Franc für ein komplettes Fahrzeug mit Torpedo-Karosserie[18]. Der Typ wurde bis 1927 gebaut und kostete mit Torpedo-Karosserie zuletzt 56.600 Franc[19].
- F28 12CV: Vorgestellt zum Pariser Salon im Oktober 1927, nachdem die Firma ihre Produktionsstätte von Tours nach Courbevoie verlegt hatte. Völlig neuer Sechszylindermotor, Bohrung × Hub 67,3 × 102 mm, 2177 cm³ Hubraum, Einlassventile im Zylinderkopf, seitliche Auslassventile. Ein solches Fahrzeug nahm an einer Fahrt von Paris über Nordafrika nach Hanoi im damaligen Französisch-Indochina teil, die vom September 1927 bis Ende März 1928 dauerte[20]. Der Typ wurde bis 1930 gebaut.[21][22][23] Rolland-Pilain Teilnehmerfahrzeug an der Paris-Hanoi von 1927 bis 1928

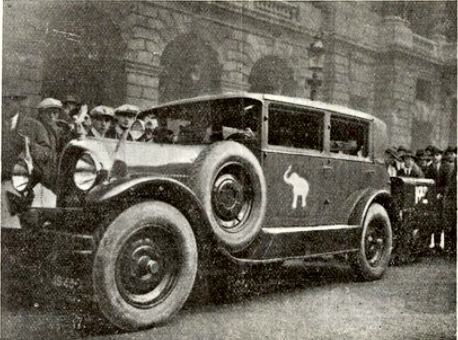
Rolland-Pilain Teilnehmerfahrzeug an der Paris-Hanoi von 1927 bis 1928

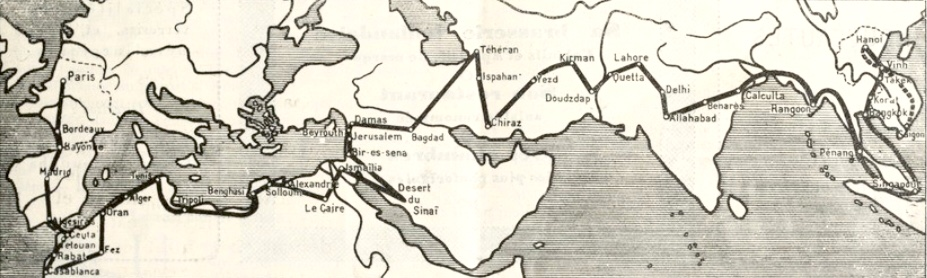
Rolland-Pilain Route der Paris-Hanoi von 1927 bis 1928

- F28 14CV: Wurde seit spätestens 1929 neben dem Typ 12CV gebaut. Die Bohrung des Sechszylindermotors war auf 71 mm vergrößert worden, dadurch hatte der Motor jetzt 2423 cm³ Hubraum. Der Typ wurde bis zum Ende der Firma 1932 gebaut[24].
- D32 12CV: Löste den F28 12CV ab. Vorgestellt zum Pariser Salon im Oktober 1931, Produktionsende 1932. Vierzylindermotor, Bohrung × Hub 83 × 100 mm, 2164 cm³ Hubraum, Radstand 3,20 m[25].

Oberklasse:
- M6 14CV: Ein auf dem Pariser Salon 1919 gezeigter Prototyp mit Sechszylindermotor, Bohrung × Hub 70 × 120 mm, 2770 cm³ Hubraum, Radstand 3,12 m. Das Chassis ohne Reifen sollte 18.500 Franc kosten, indessen unterblieb die Serienfertigung[26].
- CR 18CV: Dieser Wagen war im Prinzip der CR 25CV von 1914, dessen Bohrung jetzt um 5 mm vergrößert war: Vier Zylinder, 3969 cm³ Hubraum mit 95 mm Bohrung und 140 mm Hub, Radstand 3,25 m oder 3,40 m, Spurweite 1380 mm,[27]  Preis für das Chassis ohne Reifen: 23.000 Franc[28]. 1922 war der Radstand 2 cm kürzer, das Modell hieß jetzt GBKund hatte Ventilsteuerung mit Ventilen im Zylinderkopf[29]. 1924 kostete das Chassis 34.000 Franc. 1925 hieß der Wagen CRK und hatte einen Radstand von 3,25 m, das Fahrgestell kostete 34.000 Franc[30]. In dieser Form wurde das Fahrzeug bis 1926 gebaut und blieb dann zunächst ohne Nachfolger.
- 3L Six 17CV: Vorgestellt zum Pariser Salon im Oktober 1930. Sechszylindermotor von Lycoming, Bohrung × Hub 2 7/8×4,75 Zoll, 3032 cm³ Hubraum, Radstand 3,20 m. Preis 63.000 Franc.
- 4L Huit 23CV: Vorgestellt zusammen mit dem 3L Six. Gleiche Zylindermaße wie dieser, aber 8 Zylinder, dementsprechend 4043 cm³ Hubraum, Radstand 3,30 m. Er kostete 85.000 Franc[31]. Beide Wagen blieben bis Ende der Firma 1932 im Angebot.

Kleinwagen:
- D26 9CV: Vorgestellt zum Pariser Salon 1926: Vierzylindermotor, Bohrung × Hub 67,4 × 105 mm, 1499 cm³ Hubraum, Radstand 3,015 m.[32] Der Wagen wurde bis etwa 1930 gebaut.

Rennwagen:
- A22: 8 Zylinder, 2 Liter Hubraum. Am Rennen "Großer Preis von Straßburg" im Jahr 1922 nahmen drei Fahrzeuge teil, fielen aber alle infolge mechanischen Versagens aus[33]. Es folgte eine Teilnahme am 24-Stunden-Rennen von Le Mans 1923 sowie von zwei Fahrzeugen am Großen Preis der ACF von Tours, ebenso mit mäßigem bzw. ohne Erfolg. Ein letztes Mal wird dieser Typ für das Jahr 1926 erwähnt[34].

Ein Fahrzeug dieser Marke ist im Automuseum Col·lecció d’Automòbils de Salvador Claret in Sils zu besichtigen.